# Arto Halonen
Pour les articles homonymes, voir Arto (homonymie) et Halonen.
Arto Halonen (né le 11 janvier 1964, à Joensuu) est un réalisateur de films documentaires finlandais.

## Biographie
Arto Halonen est un cinéaste autodidacte.
Son premier film a été créé en tant que projet final dans le cadre du cours d'éducation artistique et environnementale de la l'école de commerce de Joensuu.
Puis, en quelques années, il a tourne douze films en 8 mm avec du matériel emprunté au ciné-club de Joensuu.
En 1983, il a réalisé sa première œuvre pour la télévision.
Les courts métrages de Halonen ont connu un tel succès dans les festivals qu'il lui a été demandé  de réaliser une série de longs métrages en trois parties intitulée Sodan kasvot, qui est restée inachevée.
Aaro Iivari Aukusti, maanviljelijän poika (1988) est un documentaire télévisé sur l'ancien maire de Joensuu.
Il a été suivi des films d'animation télévisés Turisti (1989) et Lammenneidin tarina (1990).
Ses deux projets suivants sont des documentaires sportifs Valo varjon takaa (1990) présente le coureur de haies Arto Bryggare et Ringside (1992) le boxeur Tarmo Uusivirta.
En 1993, Arto Halonen met en scène une pièce de théâtre pour la télévision Onnellinen hääpäivä.
Puis il crée le documentaire  Veren perintö (1995) et le film Koti (1995).
Depuis la fin des années 1990, il a beaucoup travaillé à l'étranger, entre autres, à Cuba et en Russie.
Halonen est le fondateur et le directeur artistique du festival de film-documentaire DocPoint de 2001 à 2004.
Son film, l'Ombre du Livre Saint (2007), titré également Business in Absurdistan, porte sur le Turkménistan, le livre Ruhnama  et les affaires d'entreprises telles Bouygues ou Siemens au Turkménistan qui dispose  d'importantes ressources en gaz et en pétrole.
En 2008, la République populaire de Chine a refusé d'accorder à Halonen, qui faisait partie de la délégation nationale finlandaise, un visa pour les Jeux olympiques de Pékin.
La Chine n'a pas expliqué son refus, mais la raison a été associée à la réalisation par Halonen en 1998 du film Karmapa -Jumaluuden kaksi tietä, traitant des actions de la Chine au Tibet.
Le film avait été primé par l'Union européenne en 1998.
Dans un autre documentaire, Halonen décrivait le tournage du film et les demandes de censures par les autorités chinoises.
Halonen avait demandé un visa en tant qu'invité de Veikkaus. Bien que cette demande de visa ait été soutenue par le Comité national olympique finlandais, le Comité n'a pas reçu d'information sur les raisons du rejet par la Chine de la demande de visa.

## Filmographie
(mai 2023).
- 12 courts métrages de fiction, 1983–1986
- Ensi jouluna (Sodan kasvot) (1986)
- Kehitys (1986–1987)
- Kahdet kasvot (1987)
- Arina (1987)
- Aaro Iivari Aukusti, maanviljelijän poika (1988)
- Turisti (1989)
- Pitkä matka (1989)
- Lammenneidin tarina 1–3 (1990)
- Valo varjon takaa (1990)
- Valoa – erään videoelokuvan anatomia (1991[6])
- Ringside (1992)
- Onnellinen hääpäivä (1992)
- Syyllinen (1993)
- Veren perintö (1994)
- Koti (1995)
- Karmapa (1998)
- Karmapa – matka maailman katolla (1988)
- Unelmoija ja unikansa (1998)
- Taivasta vasten (2000)
- The Tank Man (2004)
- Kuuban valloittajat (2005)
- Pavlovin koirat (2006)
- Pyhän kirjan varjo (2007)
- Magneettimies (2009)
- Strengin puutarhassa (2009)
- Prinsessa (2010)
- Sinivalkoinen valhe (2012)
- Isänmaallinen mies (2013)
- Valkoinen raivo (2015)
- Hypnose, The Guardian Angel – Suojelusenkeli (2018)
- Takaisin valoon (2018)

## Récompenses et distinctions
- Prix du festival du documentaire de Thessalonique, 2008[7]
- Suomi-palkinto, 2005
- Prix national de santé mentale de la Société finlandaise de santé mentale, 2010
- Prix national de l'action citoyenne, 2010[8]
- Prix culturel de la ville d'Helsinki, 2010